# Ted Danson
Ted Danson, pseudonimo di Edward Bridge Danson III (San Diego, 29 dicembre 1947), è un attore statunitense.
È noto al grande pubblico per aver interpretato il protagonista Sam Malone nella popolare sit-com statunitense Cin cin (1982-1993), John Becker in Becker, D. B. Russell in CSI - Scena del crimine e CSI: Cyber, Arthur Frobisher in Damages e Michael in The Good Place.
Ha vinto 2 Emmy su un totale di 15 candidature (11 delle quali per ciascuna delle 11 stagioni di Cin cin), 3 Golden Globe su un totale di 12 candidature e un American Comedy Award. Ha ricevuto una candidatura agli Screen Actors Guild Awards e 5 ai Satellite Award. Ha ottenuto la sua stella sulla Hollywood Walk of Fame.

## Biografia

### Carriera
Ted Danson ha esordito come attore televisivo nella soap opera Somerset, interpretando il ruolo di Tom Conway dal 1975 al 1976. Negli anni successivi (1977-1982) recita nel ruolo di un medico in un'altra soap opera, The Doctors. Danson è anche scritturato per varie pubblicità commerciali televisive, nelle quali appare prevalentemente nei panni del personaggio Aramis man. Numerose sono le sue partecipazioni speciali nelle serie televisive tra la fine degli anni settanta e i primi anni ottanta, alcune delle quali molto note anche in Italia: Magnum, P.I., Taxi, Benson, In casa Lawrence, Truck Driver, Laverne & Shirley, Tucker's Witch.

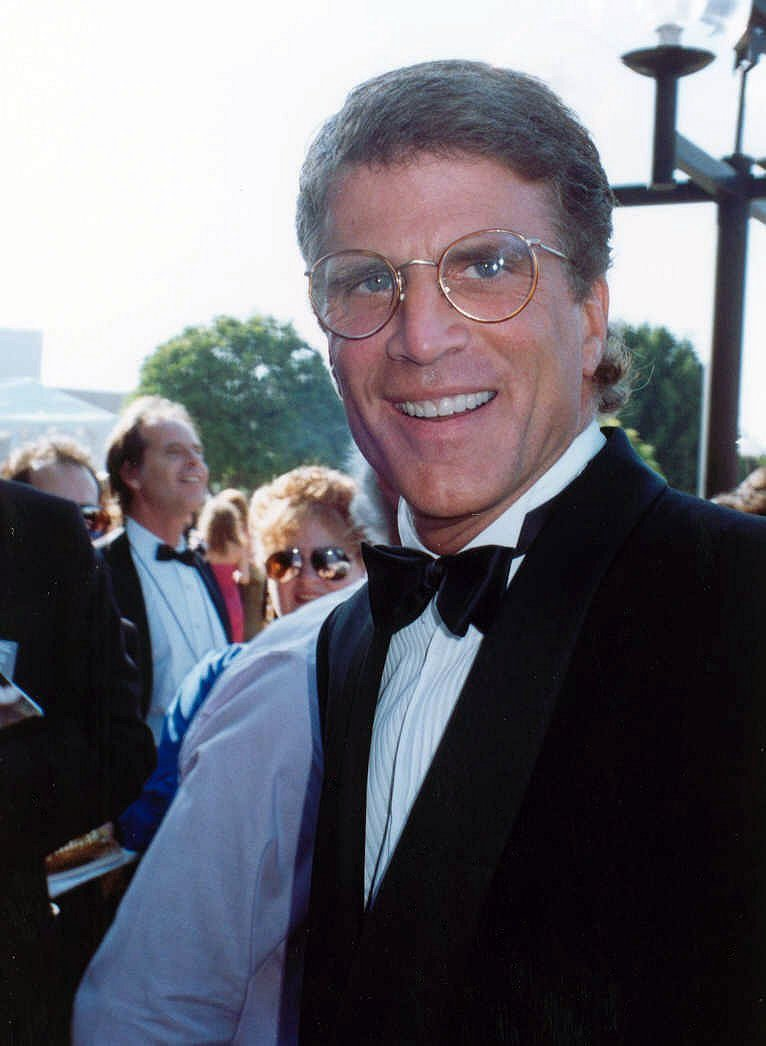
Ted Danson ai Premi Emmy 1990

Nel 1982 Danson viene scelto per uno dei ruoli più significativi della sua carriera: il simpatico e gran donnaiolo Sam Malone, nella serie televisiva Cin cin, trasmessa dalla NBC, la cui trama si gioca sulla relazione scoppiettante e piena di colpi di scena tra Sam Malone e Diane Chambers, una donna colta e sofisticata. Sebbene la prima stagione non ottenga significativi ascolti, la critica accoglie favorevolmente lo spettacolo, che tra il 1983 e il 1986 migliora costantemente la posizione nella classifica degli ascolti, fino a riscuotere un notevole successo e a figurare tra le prime dieci serie televisive più seguite negli Stati Uniti.
Il pubblico premia la serie per 11 stagioni e la puntata finale, andata in onda il 20 maggio 1993, è seguita da 80 milioni di spettatori: si tratta della seconda più seguita puntata finale di una serie televisiva. Cin cin vince quattro Emmy Awards e un Golden Globe come migliore serie televisiva; Danson è candidato per 11 volte consecutive per l'Emmy Awards e nove volte per il Golden Globe, vincendo in totale due Emmy e due Golden Globe. Nel 2002 TV Guide classifica Cin cin al diciottesimo posto tra i più grandi spettacoli di tutti i tempi. Danson appare, sempre nei panni di Sam Malone, come partecipazione straordinaria in altre serie, come Frasier (un episodio della seconda stagione), The Jim Henson Hour, I Simpson.
Un'altra serie televisiva di successo, Becker, mandata in onda dalla CBS dal 1998 al 2004 e prodotta dalla Paramount Television, consolida la popolarità di Danson negli Stati Uniti, il quale poi impersona sé stesso in Curb Your Enthusiasm. Danson interpreta anche ruoli drammatici in film di successo come Something About Amelia (1984), al fianco di Glenn Close, che ritrova nella serie televisiva Damages (2007-2012). Per Something About Amelia vince un Golden Globe e ottiene una candidatura per un Emmy Award come migliore attore in una miniserie o film per la televisione.
Nel 1996 Danson recita nella serie Ink con Mary Steenburgen, che diventa sua moglie nella vita reale; la serie, prodotta dalla CBS, ha però vita breve. Nello stesso anno impersona Lemuel Gulliver nella serie televisiva di successo Gulliver's Travels. Dal 2011 al 2015 è il nuovo protagonista della serie televisiva CSI - Scena del crimine, dove interpreta D. B. Russell, sostituto di Raymond Langston (Laurence Fishburne). Dopo la cancellazione della serie madre, veste i panni di Russell anche in CSI: Cyber a partire dalla seconda stagione che lascerà al termine della stagione.

### Vita privata

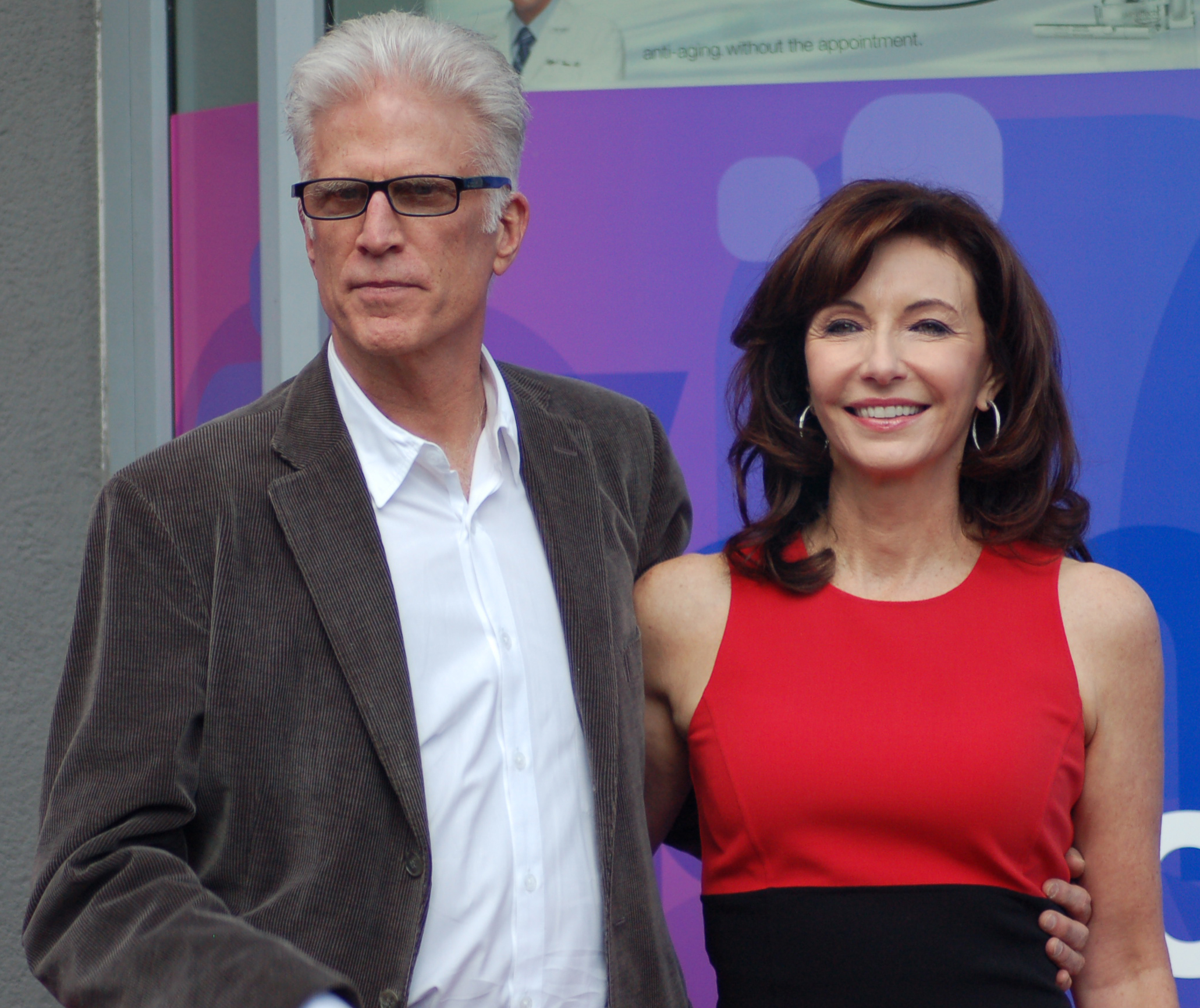
Ted Danson con la moglie Mary Steenburgen alla cerimonia in cui lei ottenne la stella della Hollywood Walk of Fame 2009

Danson, che ha aderito a una dieta vegana per motivi etici e di salute, ha all'attivo tre matrimoni: dal 1970 al 1975 con l'attrice Randall Lee Gosch; dal 1977 al 1993 con la produttrice Cassandra Coates dalla quale ha avuto una figlia biologica, Kate (1979) e una adottiva, Alexis (1985) e da cui divorzia dopo una relazione con l'attrice Whoopi Goldberg, conosciuta sul set del film Made in America (1993); dal 1995 è sposato con l'attrice Mary Steenburgen.

### Ambientalismo
L'interesse di Ted Danson per le tematiche ambientali inizia a dodici anni, quando Bill Breed, curatore presso il Museo dell'Arizona Settentrionale, fa partecipare Danson e l'amico Marc Gaede a una singolare iniziativa: i tre, armati di una sega e di un'ascia, distruggono più di 300 segnali pubblicitari lungo le strade, presso gli incroci cittadini e in altri luoghi pubblici.
L'interesse di Danson per l'ambiente continua col trascorrere degli anni: l'attore inizia a occuparsi degli oceani e del loro stato di conservazione. Negli anni '80 è socio fondatore dell'American Oceans Campaigns, che si è unita con l'associazione Oceana nel 2001. Nel marzo 2011 Danson pubblica il suo primo libro, Oceana: Our Endangered Oceans And What We Can Do To Save Them, insieme al giornalista Michael D'Orso.
Nell'ottobre del 2019 viene arrestato assieme all'attrice e attivista Jane Fonda durante una manifestazione per il clima a Washington.

## Filmografia

### Cinema
- Il campo di cipolle (The Onion Field), regia di Harold Becker (1979)
- Brivido caldo (Body Heat), regia di Lawrence Kasdan (1981)
- Alta marea (Something to Tide You Over), episodio di Creepshow, regia di George A. Romero (1982)
- Il sogno della città fantasma (Little Treasure), regia di Alan Sharp (1985)
- Soltanto tra amici (Just Between Friends), regia di Allan Burns (1986)
- Un bel pasticcio! (A Fine Mess), regia di Blake Edwards (1986)
- Tre scapoli e un bebè (3 Men and a Baby), regia di Leonard Nimoy (1987)
- Cugini (Cousins), regia di Joel Schumacher (1989)
- Dad - Papà (Dad), regia di Gary David Goldberg (1989)
- Tre scapoli e una bimba (Three Men and a Little Lady), regia di Emile Ardolino (1990)
- Made in America, regia di Richard Benjamin (1993)
- Papà ti aggiusto io! (Getting Even with Dad), regia di Howard Deutch (1994)
- Pontiac Moon, regia di Peter Medak (1994)
- Loch Ness, regia di John Henderson (1996)
- Jerry & Tom (Jerry and Tom), regia di Saul Rubinek (1998)
- Homegrown - I piantasoldi (Homegrown), regia di Stephen Gyllenhaal (1998)
- Salvate il soldato Ryan (Saving Private Ryan), regia di Steven Spielberg (1998)
- Mumford, regia di Lawrence Kasdan (1999)
- Mrs. Pilgrim Goes to Hollywood, regia di Nick Rogers (2002)
- Fronterz, regia di Courtney G. Jones (2004)
- La banda del porno - Dilettanti allo sbaraglio! (The Amateurs), regia di Michael Traeger (2005)
- Bye Bye Benjamin, regia di Charlie McDowell – cortometraggio (2006)
- Nobel Son - Un colpo da Nobel (Nobel Son), regia di Randall Miller (2007)
- 3 donne al verde (Mad Money), regia di Callie Khouri (2008)
- The Human Contract, regia di Jada Pinkett Smith (2008)
- Open Road - La strada per ricominciare (The Open Road), regia di Michael Meredith (2009)
- Qualcosa di straordinario (Big Miracle), regia di Ken Kwapis (2012)
- Ted, regia di Seth MacFarlane (2012)
- Couples Therapy, regia di Danny Jelinek – cortometraggio (2014)
- The One I Love, regia di Charlie McDowell (2014)
- The Wrights, regia di Michael Steger – cortometraggio (2017)
- Hearts Beat Loud, regia di Brett Haley (2018)

### Televisione
- Somerset – serial TV, episodi sconosciuti (1975-1976)
- The Doctors – serial TV, 8 puntate (1975-1978)
- The Amazing Spider-Man – serie TV, episodi 2x07-2x08 (1979)
- Mrs. Columbo – serie TV, episodio 2x01 (1979)
- Trapper John (Trapper John, M.D.) – serie TV, episodio 1x04 (1979)
- Il transatlantico della paura (The French Atlantic Affair) – miniserie TV, puntata 03 (1979)
- Truck Driver (B.J. and the Bear) – serie TV, episodio 2x12 (1979)
- B.A.D. Cats – serie TV, episodio 1x03 (1980)
- Laverne & Shirley – serie TV, episodio 5x18 (1980)
- In casa Lawrence (Family) – serie TV, episodio 5x08 (1980)
- Donne (The Women's Room), regia di Glenn Jordan – miniserie TV (1980)
- C'era due volte... ( Once Upon a Spy), regia di Ivan Nagy – film TV (1980)
- Benson – serie TV, episodi 2x12-2x13 (1981)
- Magnum, P.I. – serie TV, episodio 1x15 (1981)
- Dear Teacher, regia di Herbert Kenwith – film TV (1981)
- L'Uomo Ragno sfida il Drago (Spider-Man: The Dragon's Challenge), regia di Don McDougall – film TV (1981)
- Gioco pericoloso (Our Family Business), regia di Robert L. Collins – film TV (1981)
- Taxi – serie TV, episodi 4x18 (1982)
- Tucker's Witch – serie TV, episodio 1x01 (1982)
- Cin cin (Cheers) – serie TV, 270 episodi (1982-1994)
- Cowboy, regia di Jerry Jameson – film TV (1983)
- Allison Sydney Harrison, regia di Richard Crenna – film TV (1983)
- Quelle strane voci su Amelia (Something About Amelia), regia di Randa Haines – film TV (1984)
- When the Bough Breaks, regia di Waris Hussein – film TV (1986)
- We Are the Children, regia di Robert M. Young – film TV (1987)
- Buon compleanno Topolino (Mickey's 60th Birthday), regia di Scott Garen – film TV (1988)
- Cheers, episodio di The Earth Day Special, regia di James Burrows – special TV (1990)
- Frasier – serie TV, episodio 2x16 (1995)
- I viaggi di Gulliver (Gulliver's Travels), regia di Charles Sturridge – miniserie TV (1996)
- Zig and Zag's Dirty Deeds – serie TV, episodio 1x06 (1996)
- Ink – serie TV, 22 episodi (1996-1997)
- Pearl – serie TV, episodio 1x18 (1997)
- L'atelier di Veronica (Veronica's Closet) – serie TV, episodio 1x14 (1998)
- La guerra del Golfo (Thanks of a Grateful Nation), regia di Rod Holcomb – film TV (1998)
- Becker – serie TV, 129 episodi (1998-2004)
- Un detective in corsia  (Diagnosis: Murder) – serie TV, episodio 7x01 (1999)
- Curb Your Enthusiasm – serie TV, 30 episodi (2000-2021)
- Living with the Dead, regia di Stephen Gyllenhaal – film TV (2002)
- Rinuncia impossibile (It Must Be Love), regia di Steven Schachter – film TV (2004)
- Our Fathers, regia di Dan Curtis – film TV (2005)
- Scacco matto nel Bronx (Knights of the South Bronx), regia di Allen Hughes – film TV (2005)
- Heist – serie TV, episodi 1x06-1x07 (2006)
- Guy Walks Into a Bar, regia di Jay Karas – film TV (2006)
- Help Me Help You – serie TV, 14 episodi (2006-2007)
- Damages – serie TV, 23 episodi (2007-2010)
- Bored to Death - Investigatore per noia (Bored to Death) – serie TV, 24 episodi (2009-2011)
- Tim and Eric Awesome Show, Great Job! – serie TV, episodio 5x09 (2010)
- CSI - Scena del crimine (CSI: Crime Scene Investigation) – serie TV, 84 episodi (2011-2015)
- CSI: NY – serie TV, episodio 9x15 (2013)
- CSI: Immortality, regia di Louis Milito – film TV (2015)
- Fargo – serie TV, 10 episodi (2015)
- CSI: Cyber – serie TV, 18 episodi (2015-2016)
- The Good Place – serie TV, 50 episodi (2016-2020)
- The Orville – serie TV, 5 episodi (2019-2022)
- Mr. Mayor – serie TV, 20 episodi (2021-2022)
- A Man on the Inside – serie TV, 8 episodi (2024-in corso)

## Doppiaggio

### Cinema
- Pezulu in Jock the Hero Dog'

### Televisione
- Sam Malone in I Simpson
- Jack the Dog in Grosse Pointe
- Terry McMillian in Gary the Rat
- Tom Hammond in King of the Hill
- Padre di Sean in The Magic 7
- Dr. Ray Petit in American Dad!

## Riconoscimenti
- Primetime Emmy Awards
  - 1990 – Migliore attore protagonista in una serie commedia per Cin cin
  - 1993 – Migliore attore protagonista in una serie commedia per Cin cin

## Doppiatori italiani
Nelle versioni in italiano delle opere in cui ha recitato, Ted Danson è stato doppiato da:
- Mario Cordova in Brivido caldo, CSI - Scena del crimine, CSI - New York, CSI: Cyber, CSI: Immortality, Fargo, The Good Place, The Orville (ep. 2x12, st. 3), Mr. Mayor, A Man on the Inside
- Massimo Lodolo in Tre scapoli e un bebè, Cugini, Dad - Papà, Tre scapoli e una bimba, Un detective in corsia, Loch Ness, I viaggi di Gulliver
- Gino La Monica in Help Me Help You, 3 donne al verde, Qualcosa di straordinario
- Luca Biagini in Papà, ti aggiusto io!, Bored to Death - Investigatore per noia
- Antonio Sanna in Homegrown - I piantasoldi, Salvate il soldato Ryan
- Michele Gammino in Il campo di cipolle, Un bel pasticcio!
- Luca Ward in Made in America, Curb Your Enthusiasm (st. 1-4)
- Gianni Bersanetti in Talking to the Heaven
- Giorgio Locuratolo in Magnum P.I.
- Giampiero Bianchi in Cin cin
- Roberto Chevalier in Frasier
- Giorgio Bonino in Becker
- Saverio Indrio in Damages
- Enrico Di Troia in Mumford
- Ambrogio Colombo in Nobel Son - Un colpo da Nobel
- Gianni Giuliano in Creepshow
- Dario Oppido in La banda del porno - Dilettanti allo sbaraglio
- Federico Danti in Scacco matto nel Bronx
- Silvio Anselmo in Ted
- Mauro Magliozzi in The Orville (ep. 2x05, 2x10)